# Concert per a piano i orquestra de corda (Schnittke)
El Concert per a piano i orquestra de corda, op. 136, fou compost pel compositor rus Alfred Schnittke el 1979 en un sol moviment. Es va estrenar a la Gran Sala de la Filharmònica de Leningrad el 10 de desembre de 1979 pel seu dedicat Vladímir Krainev com a solista i Aleksandr Dmítriev com a director de la secció de corda de l'Orquestra Filharmònica. Malgrat la seva estructura, la peça es considera el tercer concert per a piano del compositor si es consideren les seves quatre obres de piano concertants. Krainev també va fer el primer enregistrament de l'obra el 1984, amb l'Orquestra de Cambra de Lituània, dirigida per Saulius Sondeckis.

## Estructura
El concert, amb una durada aproximada de 23 minuts, està estructurat en un únic moviment:
- Moderato – Andante – Maestoso – Allegro – Tempo di Valse – Moderato – Maestoso – Moderato – Tempo primo[2]

## Enregistraments
- 1984: Vladímir Krainev · Saulius Sondetskis · Orquestra de Cambra de Lituània
- 1987: Roland Pöntinen · Lev Markiz · Stockholm Chamber Orchestra
- 1988: Vladímir Krainev · Vladímir Spivakov · Moscow Virtuosi
- 1991: Viktoria Postnikova · Guennadi Rojdéstvenski · London Sinfonietta
- 1993: Israela Margalit · Donald Barra · Moscow Philharmonic Orchestra
- 1994: Emma Schmidt · Gunter Neuhold · Badische Staatskapelle Karlsruhe
- 1994: Hana Dvoráková · Guennadi Rojdéstvenski · Orquestra Filharmònica Txeca
- 1995: Veronika Reznikovskaia · Arcady Shteinlukht · Orquestra de Cambra Mozarteum de Sant Petersburg
- 1997: Aleksei Volkov · Vassili Sinaiski · Orquestra Filharmònica de Moscou
- 1997: Ralf Gothoni · Ralf Gothoni · Orquestra de l'Acadèmia Sibelius
- 1997: Ígor Khudolei · Valeri Polianski · Orquestra Simfònica Estatal de Rússia
- 2004: Aleksandr Ghindin · Vladímir Spivakov · Moscow Virtuosi
- 2005: Viktoria Liubitskaia · Mark Gorenstein · Orquestra Estatal de l'Acadèmia de Rússia
- 2018: Paul Lewis · Aleksandr Polianitxko · BBC Scottish Symphony Orchestra[5]